# Milonga de pelo largo
«Milonga de pelo largo» es una canción compuesta por el músico uruguayo Gastón Ciarlo «Dino».  Fue grabada por primera vez en 1972 en el álbum Montevideo blues de la banda homónima. Esta primera versión combina la milonga con el blues, el folk estadounidense y la balada.  Se ha convertido en un tema clásico del cancionero uruguayo, que fue el comienzo de una nueva forma de hacer canción.
Se trata de una letra sencilla, donde Dino combina el desasosiego con la esperanza, alternando las penas personales con las de la sociedad. 
En 1967 Dino había viajado a Brasil y había tocado con éxito en aquel país. El contexto político, la dictadura, hizo que volviera a Uruguay. A su regreso debió buscar trabajo, pero las condiciones de la economía no era buenas, y frecuentemente se enviaba a los trabajadores al seguro de paro. De esta condición que se encontraba Dino y sus pares, de incertidumbre económica y privación de ciertos «placeres» es que nace esta canción.
Fue versionada por artistas como Alfredo Zitarrosa y Jorge Nasser.